# Річард Дадді Овубокірі
Річард Дадді Овубокірі (англ. Richard Daddy Owobokiri, нар. 16 липня 1961, Порт-Гаркорт), відомий як Рікі (англ. Ricky) — нігерійський футболіст, що грав на позиції нападника за низку європейських команд, а також національну збірну Нігерії.
Володар Кубка Франції. Чемпіон Португалії. Дворазовий володар Кубка Португалії. 

## Клубна кар'єра
У дорослому футболі дебютував 1978 року на батьківщині виступами за команду «Шаркс», в якій провів два сезони, а згодом за АКБ (Лагос). 
Протягом 1983–1986 грав у Бразилії за «Америку» (Ріо-де-Жанейро) і «Віторію» (Салвадор), а згодом перебрався до Європи. Спочатку грав у Франції за «Лаваль», а за рік став гравцем «Меца», у складі якого став володарем Кубка Франції 1987/88.
1988 року переїхав до Португалії, де його першою командою стала лісабонська «Бенфіка». У цьому клубі не зміг пробитися до основного складу команди, яка того сезону стала чемпіоном Португалії. Не маючи перспектив у лісабонській команді, 1989 року перейшов до амадорської «Ештрели», якій у першому ж сезоні допоміг здобути Кубок Португалії.
Зацікавив у своїх послугах представників тренерського штабу клубу «Боавішта», до складу якого приєднався 1991 року. У першому ж сезоні в новій команді здобув у її складі свій другий Кубок Португалії, а також з 30-ма забитими голами став найкращим бомбардиром Прімейри 1991/92. Загалом відіграв за клуб з Порту три сезони своєї ігрової кар'єри. Більшість часу, проведеного у складі «Боавішти», був основним гравцем атакувальної ланки команди. У складі «Боавішти» був одним з головних бомбардирів команди, маючи середню результативність на рівні 0,54 голу за гру першості.
Згодом протягом 1994—1996 років захищав кольори бразильської «Віторії» (Салвадор), португальського «Белененсеша» та катарського «Аль-Арабі».
Завершив професійну ігрову кар'єру в саудівському клубі «Аль-Гіляль», за команду якого виступав протягом 1996—1997 років.

## Виступи за збірну
1982 року дебютував в офіційних матчах у складі національної збірної Нігерії. Протягом кар'єри у національній команді, яка тривала 11 років, провів у формі головної команди країни 23 матчі, забивши 1 гол.

## Титули і досягнення

### Командні
- Володар Кубка Франції (1):

«Мец»: 1987-88
- Чемпіон Португалії (1):

«Бенфіка»: 1988-89
- Володар Кубка Португалії (2):

«Ештрела»: 1989–90
«Боавішта»: 1991–92
- Володар Суперкубка Португалії (1):

«Боавішта»: 1992

### Особисті
- Найкращий бомбардир чемпіонату Португалії (1): 1991-92 (30 голів)